# Independence (Iowa)
Independence is een plaats (city) in de Amerikaanse staat Iowa, en valt bestuurlijk gezien onder Buchanan County.

## Demografie
Bij de volkstelling in 2000 werd het aantal inwoners vastgesteld op 6014. In 2006 is het aantal inwoners door het United States Census Bureau geschat op 6114, een stijging van 100 (1,7%).

## Geografie
Volgens het United States Census Bureau beslaat de plaats een oppervlakte van 9,9 km², waarvan 9,6 km² land en 0,3 km² water. Independence ligt op ongeveer 285 m boven zeeniveau.

## Plaatsen in de nabije omgeving
De onderstaande figuur toont nabijgelegen plaatsen in een straal van 20 km rond Independence.